# کرایویتسه دوژه
کرایویتسه دوژه (به لهستانی:  Krajewice Duże) یک روستا در لهستان است که در گمینا زاویز واقع شده‌است.